# Pseuduvaria costata
Pseuduvaria costata är en kirimojaväxtart som först beskrevs av Rudolph Herman Scheffer, och fick sitt nu gällande namn av James Sinclair. Pseuduvaria costata ingår i släktet Pseuduvaria och familjen kirimojaväxter. Inga underarter finns listade i Catalogue of Life.